# Roche-lez-Beaupré
Roche-lez-Beaupré è un comune francese di 2 085 abitanti situato nel dipartimento del Doubs nella regione della Borgogna-Franca Contea.

## Società

### Evoluzione demografica
Abitanti censiti